# Pomfrit
Pomfrit ili prženi krompirići (francuski: pommes frites) jelo je proizvedeno od krompira. Popularno je u mnogim zemljama sveta i ima mnogo naziva. Pripada grupi najnezdravijih obroka. Krompir je sam po sebi jako dobar izvor B vitamina, ali jednom kada se uroni u vruće ulje, ova se niskokalorična namirnica pretvara u kaloričnu bombu, koja podiže loš holesterol.
Pomfrit se servira vruć, bilo mekan ili hrskav, i uglavnom se jede kao deo ručka ili večere ili samostalno kao užina, a obično se pojavljuje na jelovnicima restorana, restorana brze hrane, pabova i barova. Često je zasoljen i može se poslužiti sa kečapom, sirćetom, majonezom, paradajz sosom ili drugim lokalnim specijalitetima. Pomfrit se može jače preliti, kao u jelima putina ili pomfrita sa čili sirom. Pomfrit se može napraviti od slatkog krompira umesto krompira. Pečena varijanta, pomfrit u rerni, koristi manje ili nimalo ulja.

## Etimologija
Tomas Džeferson je imao „krompiriće servirane u francuskom maniru“ za večeru u Beloj kući 1802.
Izraz „francuski prženi krompirići” (engl. French Fried Potatoes) se prvi put pojavio u štampanom obliku u Engleskoj u radu Cookery for Maids of All Work autora E. Vorena 1856. godine:
- | „ | Francuski prženi krompirići. – Isecite nove krompire u tanke kriške, stavite ih u ključajuću mast, i dodajte malo soli; pecite ih do pojave svetlo zlatno smeđe boje; iscedite ih. | ” |

U ranom 20. veku, termin engl. French fried je korišten u smislu „duboko pržen“, za drugu hranu kao što su prstenovi luka ili piletinu.

## Priprema
Standardni način pripreme pomfrita je prženje u dubokom ulju, pri čumu se potapa u vrelu mast, danas najčešće ulje. Vakumske friteze proizvode čips sa nižim sadržajem ulja, zadržavajući pritom boju i teksturu.
Krompir se priprema tako što se prvo iseče (oljušten ili neoguljen) na ravne trake, koje se zatim obrišu ili namoče u hladnoj vodi da bi se uklonio površinski skrob, i dobro osuši. Zatim se može pržiti u jednoj ili dve faze. Kuvari se uglavnom slažu da tehnika dva kupatila daje bolje rezultate.. Krompir sveže izvađen iz zemlje može da ima previsok sadržaj vode što dovodi do vlažnog pomfrita, te se prednost daje onom koji je bio skladišten neko vreme.
Od 1960-ih, većina pomfrita u SAD se proizvodi od smrznutog raset krompira koji je blanširan ili barem industrijski osušen. Uobičajena mast za pravljenje pomfrita je biljno ulje. U prošlosti se goveđa loj preporučivala kao superiorna, sa biljnom masnoćom kao alternativom. Makdonald je koristio mešavinu od 93% goveđeg loja i 7% pamučnog ulja do 1990. godine, kada su prešli na biljno ulje sa aromom govedine.. Konjska mast je do nedavno bila standardna u severnoj Francuskoj i Belgiji, i preporučuju je neki kuvari.

## Istorija
Nastao je tako što su siromašni stanovnici Belgije imali običaj da svako njihovo jelo sadrži i male pohovane ribe, ali kada bi se u zimskim mesecima jezera smrzla, bili su u nemogućnosti da upecaju svoj obrok te su stoga umesto ribe kao prilog jelu stavljali pržene, na trake narezane, krompire. Pomfrit je verovatno nastao u Francuskoj i to od Antoana Ogistina Parmentjera, samo što to nije bilo tačno zabeleženo.
Naziv „francuski krompir” nastao je kada su britanski i američki vojnici za vreme Prvog svetskog rata stizali u Belgiju te su tamo okusili njihove pržene krompiriće koje su oni prozvali francuskim krompirima iz razloga što je francuski jezik najčešći jezik u Belgiji.

### Spiralni krompir
Spiralni krompir (u svetu nazivan Spiral potato ili Tornado potato) formira se tako što se celi oprani sirovi krompir nabode na drveni štapić i zatim se reže posebnim rezačem koji će izrezati krompir u obliku spirale oko štapića, dok štapić ostaje ceo. Krompir se zatim rukom ravnomerno širi po celoj dužini štapića, a ostaje slobodan jedino deo na kojem se rukom drži štapić prilikom konzumacije. Tako pripremljen krompir prži se u dubokom ulju. Nakon prženja krompir se posipa sa suvim začinima ili solju. Spiralni krompir je dobio ime prema svom obliku koji podseća na spiralu ili na tornado. Spiralni krompir nastao je u Južnoj Koreji oko 2001. godine, u Severnoj Americi se je pojavio oko 2005. godine, te se potom počeo širiti svetom. U Evropi je uglavnom prisutan u zemljama Beneluksa.

### Zdravstveni aspekti
Pomfrit prevashodno sadrži ugljene hidrate (uglavnom u vidu skroba) i proteina iz krompira, i mast koja je apsorbovana tokom proces dubokog kuvanja. So, koja sadrži natrijum se skoro uvek primenjuje kao površinski začin. Na primer, velika porcija u Makdonaldsu u Sjedinjenim državama ima 154 grama. Ona sadrži 510 kalorija i sastoji se od 66 g ugljenih hidrata, 24 g masti, 7 g proteina i 350 mg natrijuma.

## Literatura
- Bocuse, Paul (10. 12. 1998). La Cuisine du marché (на језику: French). Paris: Groupe Flammarion. ISBN 978-2-08-202518-8.
- Tebben, Maryann (2006). „French Fries: France's Culinary Identity from Brillat-Savarin to Barthes (essay)”. Convivium Artium. University of Texas at San Antonio. Архивирано из оригинала 05. 05. 2014. г. Приступљено 28. 12. 2009.
- Lingle, Blake (2016). Fries! : An Illustrated Guide to the World's Favorite Food. New York: Princeton Architectural Press. ISBN 9781616894580.